# Ashington
Ashington é uma cidade e uma paróquia civil de Northumberland, Inglaterra. Com uma população de cerca de 27,764 (medida no Censo 2011); foi o centro da indústria de mineração de carvão. A cidade está localizada a cerca de 24 km ao norte de Newcastle upon Tyne, o sul da cidade faz fronteira com o Rio Wansbeck. A costa do Mar do Norte, em Newbiggin-by-the-Sea está a cerca de 5 km do centro da cidade.